# Xuân Hòa, Phú Thọ
Xuân Hòa là một phường thuộc tỉnh Phú Thọ, Việt Nam.

## Địa lý
Phường Xuân Hòa nằm ở phía đông tỉnh Phú Thọ, có vị trí địa lý:
- Phía đông giáp phường Đồng Xuân
- Phía tây và phía bắc giáp xã Cao Minh
- Phía nam giáp phường Nam Viêm và thành phố Hà Nội.

Phường có diện tích 4,24 km², dân số năm 2008 là 21.396 người, mật độ dân số đạt 5.047 người/km².

## Lịch sử
Ngày 16 tháng 6 năm 1976, Thủ tướng Chính phủ ra quyết định về việc thành lập thị trấn Xuân Hòa trực thuộc tỉnh Vĩnh Phú.
Ngày 5 tháng 7 năm 1977, Hội đồng Chính phủ ban hành Quyết định 178-CP. Theo đó, hợp nhất hai huyện Đa Phúc, Kim Anh và thị trấn Xuân Hòa thành huyện Sóc Sơn; Xuân Hòa trở thành thị trấn thuộc huyện Sóc Sơn.
Ngày 17 tháng 2 năm 1979, Hội đồng Chính phủ ban hành Quyết định 49-CP. Theo đó, chuyển thị trấn Xuân Hòa về huyện Mê Linh quản lý.
Ngày 9 tháng 12 năm 2003, Chính phủ ban hành Nghị định 153/2003/NĐ-CP. Theo đó, chuyển thị trấn Xuân Hòa về thị xã Phúc Yên vừa tái lập và thành lập phường Xuân Hòa trên cơ sở toàn bộ 763,66 ha diện tích tự nhiên và 17.333 người của thị trấn Xuân Hòa.
Ngày 4 tháng 4 năm 2008, Chính phủ ban hành Nghị định 39/2008/NĐ-CP. Theo đó, thành lập phường Đồng Xuân trên cơ sở điều chỉnh 339,76 ha diện tích tự nhiên và 14.217 người của phường Xuân Hòa.
Sau khi điều chỉnh địa giới hành chính, phường Xuân Hòa còn lại 339,76 ha diện tích tự nhiên và 14.217 người.